# Kallirröḯ
Kallirröḯ är en ort i Grekland.   Den ligger i prefekturen Messenien och regionen Peloponnesos, i den södra delen av landet, 180 km sydväst om huvudstaden Aten. Kallirröḯ ligger 100 meter över havet och antalet invånare är 273.
Terrängen runt Kallirröḯ är huvudsakligen kuperad, men åt sydost är den platt. Runt Kallirröḯ är det ganska glesbefolkat, med 42 invånare per kvadratkilometer. Närmaste större samhälle är Andanía, 4,7 km öster om Kallirröḯ. 